# Dansk Staal (film fra 1945)
|  | For filmen fra 1954, se Dansk staal (film fra 1954) |
Dansk Staal er en dansk virksomhedsfilm fra 1945 instrueret af Theodor Christensen og efter manuskript af Ingolf Boisen.

## Handling
Skrot er et vigtigt råmateriale i stålfabrikation, og i danske industrikredse har man længe overvejet at anlægge et stål- og valseværk. Ved industrimanden H.P. Christensen bliver planen til virkelighed - de 15 mio. kr. skaffes til veje. Kampsax leder opførelsen af værket i Frederiksværk. Arbejdet påbegyndes i efteråret 1940. Byens befolkning bliver forøget med et par hundrede mand, hvoraf mange har familier med. Der bygges tofamilie- og rækkehuse til byens nye borgere. 24. september 1942 står grovvalseværket færdigt, og det store maskineri sættes i gang. Det danske Stålvalseværk er i drift.